# Erastria vindex
Erastria vindex är en fjärilsart som beskrevs av Louis Beethoven Prout 1933. Erastria vindex ingår i släktet Erastria och familjen mätare. Inga underarter finns listade i Catalogue of Life.